# Listă de actori srilankezi
Aceasta este o listă de actori srilankezi. 

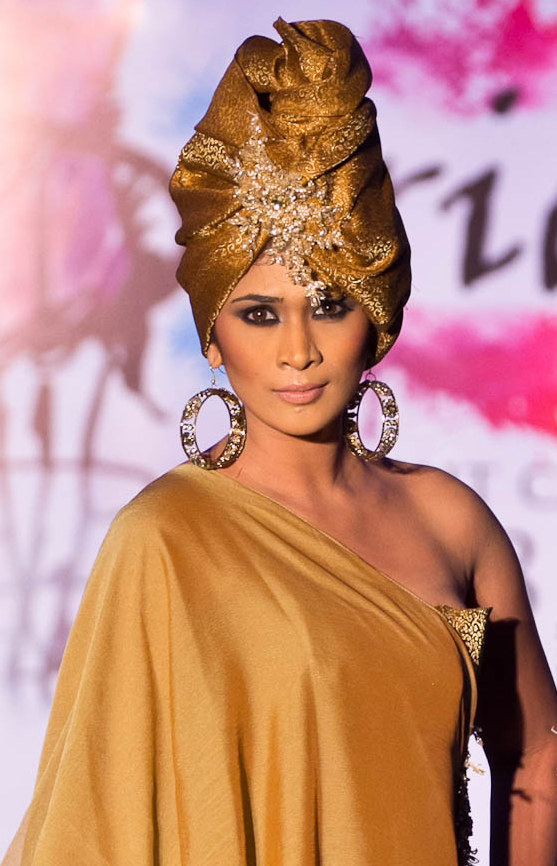
Anarkali Akarsha, 2012

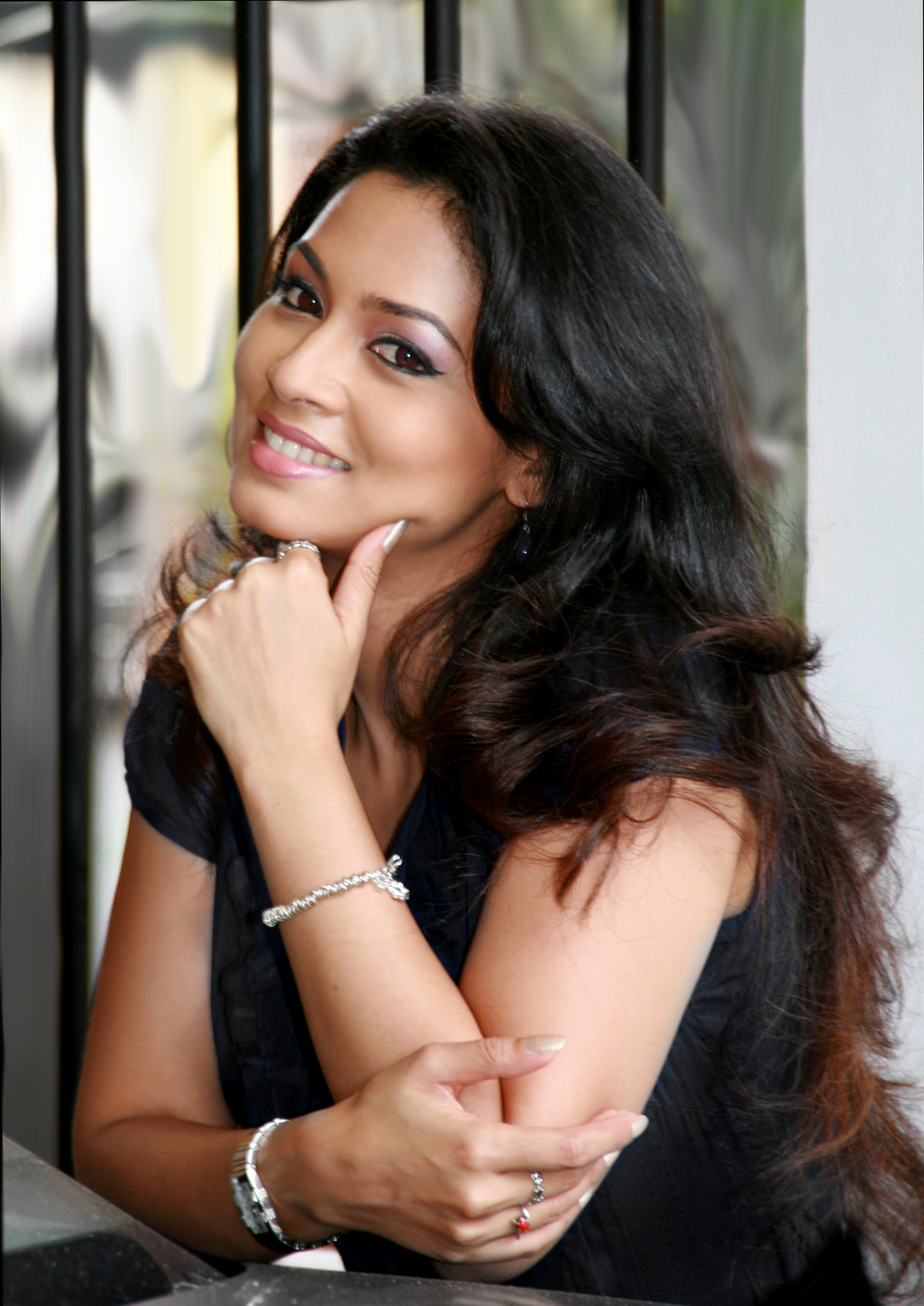
Pooja Umashankar

Cuprins: Început - 0–9 A B C D E F G H I J K L M N O P Q R S T U V W X Y Z

## A
- Damitha Abeyratne
- Tissa Abeysekara
- Joe Abeywickrama
- Kamal Addararachchi
- Sriyani Amarasena
- Jackson Anthony
- Dulani Anuradha

## B
- K. S. Balachandran
- Ramani Bartholomeusz
- Yolande Bavan
- Mabel Blythe

## C
- Tennison Cooray
- Poongkothai Chandrahasan
- Vasanthi Chathurani
- Pubudu Chathuranga

## D
- Lucky Dias
- Somasiri Dehipitiya
- Ruby de Mel
- Rukmani Devi

## E
- Dilhani Ekanayake

## F
- Jacqueline Fernandez
- Hugo Fernando
- Nita Fernando
- Gamini Fonseka
- Malini Fonseka
- Nilukshi Fernando

## H
- Denawaka Hamine
- Gamini Haththotuwegama
- Maureen Hingert

## I
- T. B. Ilangaratne

## J
- Dhamma Jagoda
- B. A. W. Jayamanne
- Eddie Jayamanne
- Prem Jayanth
- Thushari Jayasekera
- Henry Jayasena
- Anarkalli Aakarsha Jayatilaka
- Dommie Jayawardena
- Eddie Junior

## K
- Amarasiri Kalansuriya
- Sarala Kariyawasam
- Wimal Kumara de Costa
- Jeewan Kumaranatunga
- Vijaya Kumaranatunga
- Geetha Kumarasinghe
- Sandhya Kumari
- Menik Kurukulasuriya

## L
- Thusitha Laknath
- Shanthi Lekha

## M
- Swarna Mallawarachchi
- Albert Moses

## N
- D. R. Nanayakkara
- Vijaya Nandasiri

## P
- Shesha Palihakkara
- N. M. Perera
- Channa Perera
- H. A. Perera
- Dinakshie Priyasad
- Shanudrie Priyasad

## R
- Ranjan Ramanayake
- Tony Ranasinghe
- Roshan Ranawana
- Ravindra Randeniya
- Rita Ratnayake
- Roshan Pilapitiya
- Rangana Premaratne
- Menaka Rajapakse
- Roshan Ravindra
- Hemal Ranasinghe

## S
- Bandu Samarasinghe
- Freddie Silva
- Nihal Silva
- Suminda Sirisena
- Suresh Joachim
- Sachini Ayendra Stanley
- Upeksha Swarnamali
- Saranga Disasekara

## T
- Muthu Tharanga
- Shalani Tharaka

## U
- Pooja Umashankar

## V
- Vijaya Kumaranatunga
- Pearl Vasudevi

## W
- Sangeetha Weeraratne
- Anoja Weerasinghe
- Yashoda Wimaladharma
- Cyril Wickramage

## Vezi și
- Listă de regizori srilankezi